# فروکتوز ۶٬۲-بیس‌فسفات
فروکتوز ۶٬۲-بیس‌فسفات (به انگلیسی: Fructose 2,6-bisphosphate) با فرمول شیمیایی C۶H۱۴O۱۲P۲ یک ترکیب شیمیایی با شناسه پاب‌کم ۱۰۵۰۲۱  وجرم مولی  ۳۴۰٫۱۱۶ g/mol می‌باشد.فروکتوز ۲،۶-بیس‌فسفات موجب فعال شدن آنزیم فسفوفروکتوکیناز-۱ میشود. 